# Lubomír Selinger
Lubomír Selinger (* 20. května 1929, Nové Syrovice) je český hudební redaktor a pěvec.

## Biografie
Lubomír Selinger se narodil v roce 1929 v Nových Syrovicích, v roce 1949 odmaturoval na reálném gymnáziu ve Znojmě a následně odešel do Brna, kde mezi roky 1949 a 1951 vystudoval brněnskou konzervatoř a mezi lety 1950 a 1954 operní režii u Josefa Munclingra a Otakara Zítka na Hudební fakultě Janáčkovy akademie múzických umění. Působil jako zpěvák a od roku 1954 pracoval jako redaktor v magazínu Práce. Od roku 1960 pak pracoval jako redaktor také v časopisu Mezinárodní veletrh v Brně.
V roce 2004 žil v Babicích nad Svitavou.